# جمعية كشافة فيتنام
جمعية كشافة فيتنام هي منظمة شبابية تأسست في فيتنام وكانت نشطة بين عامي 1930 و 1975. كانت الجمعية معترف بها من قبل المنظمة العالمية للحركة الكشفية بين عامي 1957-1975.
بسبب الوضع السياسي والحرب في فيتنام، تم حظر الحركة الكشفية في فيتنام الشمالية الشيوعية بعد عام 1954، والبلاد بأكملها بعد انتصار الشيوعية وسقوط سايغون. هناك تقارير تشير لوجود أنشطة سرية كشفية في فيتنام بين عامي 1994 2002. فيتنام هي أكبر دولة من حيث عدد السكان يكون لديها كشافة غير معترف بها من قبل المنظمة الكشفية العالمية.